# Kubu Kubu
El general Kubu Kubu fue el más venerado héroe en el distrito Embu de Kenia.
Su nombre significa “pasos pesados” y lo nombraron así por el ruido que hacia al caminar por su pesado cuerpo. Su origen no está claro pero se sabe que Kubu Kubu vivió en el cerro bosqueado de Kirimiri, en Mūkūūrì durante su periodo como líder bélico.
Kubu Kubu fue el líder del batallón Mau Mau en Embu. Los locales y los colonizadores le temían. Alrededor de 1954, los colonizadores lo encontraron y lo lincharon cerca de la Escuela Primaria Muragari en Mūkūūrì. En 1987, el antes legislador de Runyenjes, Stanley Nyaga, organizó a su gente y construyeron una primaria moderna con dormitorios en memoria de Kubu Kubu donde su cuerpo había sido quemado. Una calle y un centro comercial en Embu también fueron nombrados por él. El bosque Kirimiri sigue ahí, y un vibrante mercado llamado Mūkūūrì se ha desarrollado en sus cercanías. El bosque es un sitio popular que deleita a sus visitantes y es usado como un centro de retiro vacacional.
- Datos: Q6441339